# Канал Дунав – Черно море (Украйна)
 Тази статия е за украинския Канал Дунав – Черно море.  За румънския канал вижте Канал Дунав – Черно море (Румъния).  
Каналът Дунав – Черно море в Украйна е дълбоководен и корабоплавателен свързащ Дунавската делта с Черно море през територията на Одеска област. Каналът следва ръкава на делтата Быстрое (български: бързо, от чието име каналът се нарича също Бързият канал), преминавайки през Дунавския биосферен резерват в Украйна.

## Характеристики
Дължина на фарватера на канала – 172,36 km, при дължина на изкуствения морски подход към канала – 3,4 km с ширина на дъното от 85 m до 100 m. Каналът е проектиран за плавателни съдове с дълбочина на газене до 5,85 m. Траекторията му е Рени – Измаилски чатал – Вилково – Черно море.

## Алтернатива
Украинският канал, свързащ Дунава с Черно море, е своеобразна алтернатива на румънския канал Дунав – Черно море в Северна Добруджа. Цената за ползването му е с 40% по-ниска от тази на румънския.

## История
Решението за строителството на канала е взето от правителството на Украйна на 12 май 2004 г. Работата за осъществяване на проекта стартира веднага и на 26 август 2004 г. е открит първият участък, но през 2005 г. драгирането е спряно поради липса на средства и протести от страна на екоорганизации.
През ноември 2006 г. украинското правителство решава да довърши проекта и работата по драгирането на канала продължава. В началото на 2007 г. каналът е открит за плаване.
С цел спиране заливането на морския подход към канала от морето е планирано построяване на специална защитна дига.
|  | Тази страница частично или изцяло представлява превод на страницата „Канал Дунай – Чёрное море (Украина)“ в Уикипедия на руски. Оригиналният текст, както и този превод, са защитени от Лиценза „Криейтив Комънс – Признание – Споделяне на споделеното“, а за съдържание, създадено преди юни 2009 година – от Лиценза за свободна документация на ГНУ. Прегледайте историята на редакциите на оригиналната страница, както и на преводната страница, за да видите списъка на съавторите. ВАЖНО: Този шаблон се отнася единствено до авторските права върху съдържанието на статията. Добавянето му не отменя изискването да се посочват конкретни източници на твърденията, които да бъдат благонадеждни. |